# Oberto Doria
Oberto Doria, auch Oberto D’Oria (* vor 1230 in Genua; † vor dem 6. September 1306 ebenda) war ein Flottenführer und Politiker der Republik Genua.

## Leben
Oberto Doria wurde als ältester der vier Söhne von Pietro Doria und Mabilia Casiccia geboren. Er war der Bruder des Capitano del Popolo Lamba Doria, die anderen Brüder hießen Nicolò und Iacopo. 
Er wird als einer der besten Admiräle der Genuesen angesehen. Im Jahr 1270 rief er mit Oberto Spinola, Mitglied einer anderen großen genuesischen Familie, eine Doppelherrschaft  ins Leben, die von ihren Familien geführt wurden und als  Capitano del Popolo diktatorische Befugnisse hatten. Oberto Doria regierte 15 Jahre lang in einer Zeit, die als das goldene Zeitalter der mittelalterlichen genuesischen Kommune bezeichnet wird, und war ein Held der entscheidenden Schlacht von Meloria (1284) gegen Pisa, an der 250 Mitglieder der Familie Doria teilgenommen haben sollen.
Vor Ablauf des Pakts mit den Spinola (der ursprünglich zwanzig Jahre dauern sollte) verzichtete er 1285 freiwillig darauf, behielt aber die Autorität, die er aus seiner langjährigen Herrschaft bezog. So kam es, dass am 15. April 1288 in seiner Residenz ein Frieden unterzeichnet wurde, der Pisa harte Bedingungen auferlegte.
Oberto Doria starb im Jahr 1306. 